# Lepidolita
La lepidolita es un mineral del grupo de las micas. Fue descrita en 1792 por el químico alemán Martin Heinrich Klaproth (1743-1817) y nombrada por el griego  lepivβ-lepis,  que significa 'concha' en referencia a su estructura escamosa.

## Características químicas
De fórmula genérica (KLi2Al(Al,Si)3O10(F,OH)2), es un filosilicato lila o rosa violáceo del grupo de las micas, Su composición depende de sus cantidades relativas de Al y Li en coordinación octaédrica. Además, Na, Rb y Cs pueden sustituir al K.
Se caracteriza por ser insoluble en ácidos, su exfoliación micácea y su color lila a rosa. Para distinguirla de la moscovita, se hace un ensayo de llama, pues la lepidolita da lugar a una llama de color carmesí (debido al litio).

## Yacimientos
Los yacimientos principales de esta piedra pueden encontrarse en Canadá, Brasil, Rusia, Japón, Suecia, Estados Unidos, Alemania, Australia, Madagascar y República Checa.

### Ambiente de formación
Se puede encontrar asociado a pegmatitas graníticas, rara vez encontrada en filones hidrotermales en la zona de contacto de estos con el granito.

### Usos
Se extrae en minería como una fuente secundaria de litio. Se asocia con otros minerales de litio como espodumena en pegmatitas. También es una de las mayores fuentes del raro rubidio y del cesio.

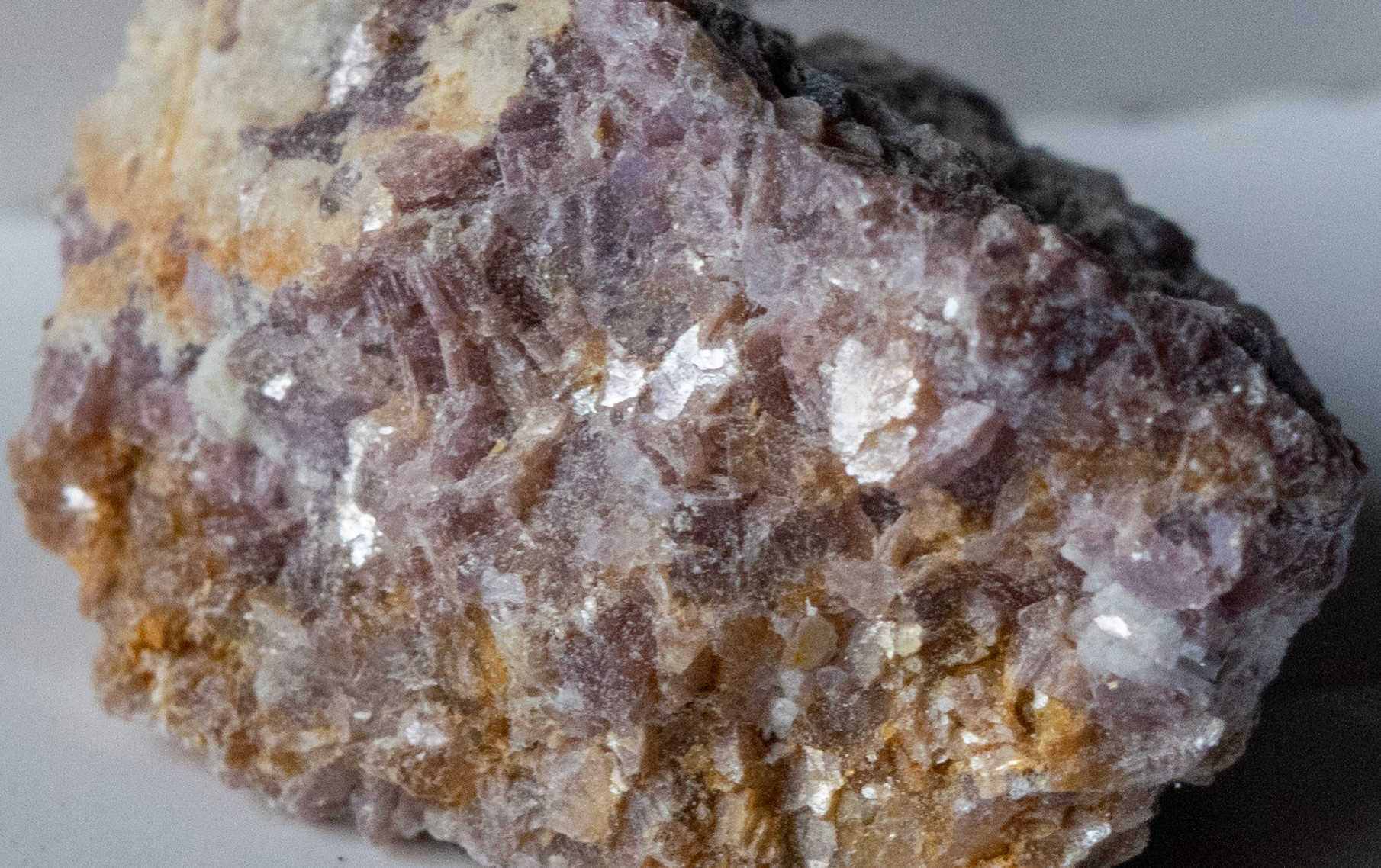
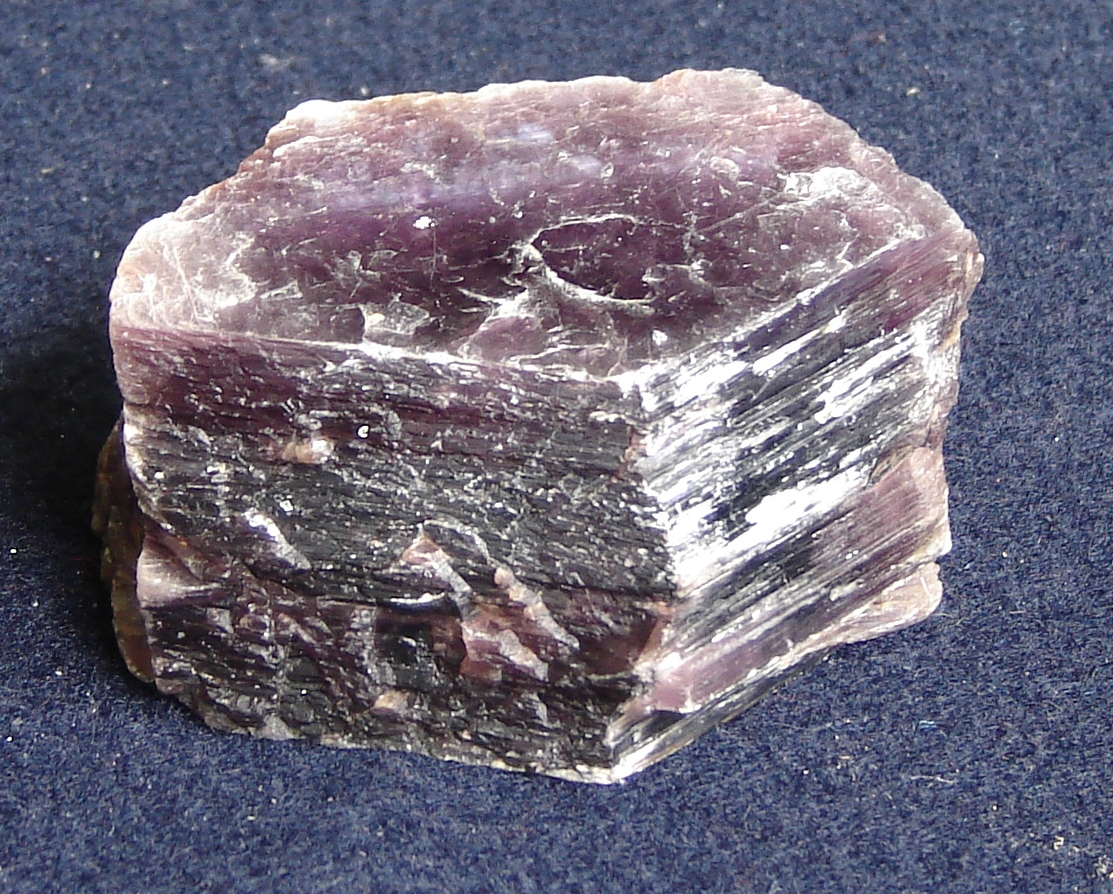
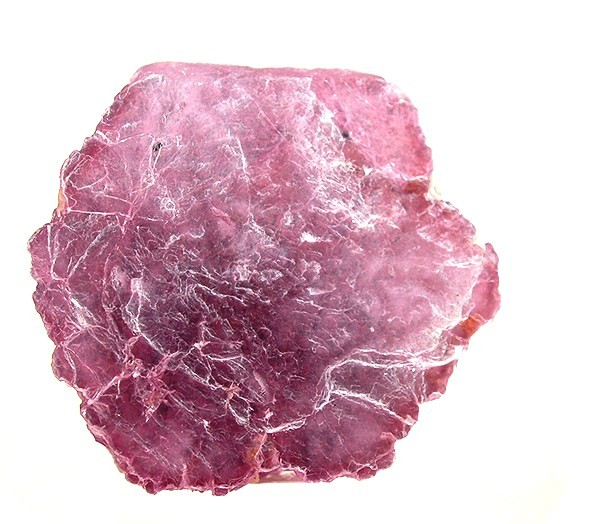
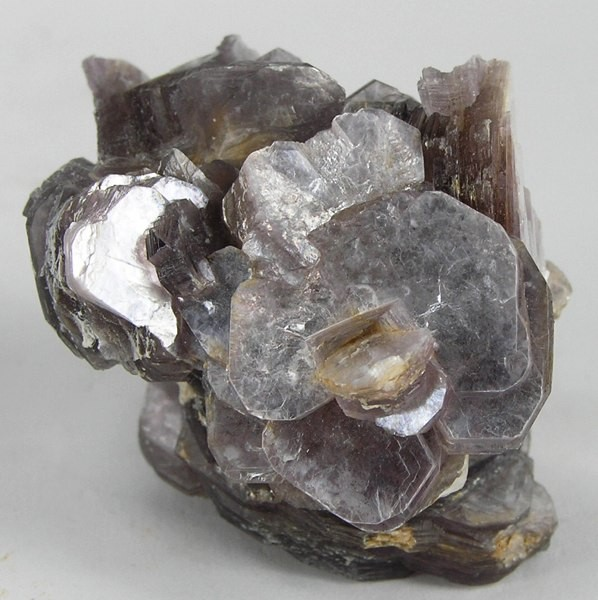
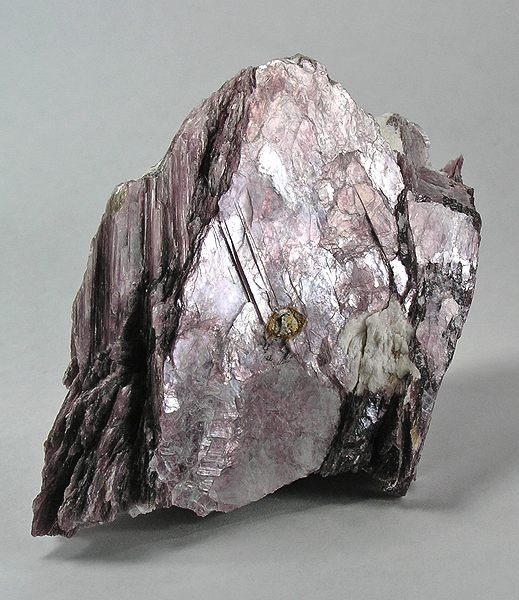